# شملان
شملان، روستایی از توابع بخش مشراگه شهرستان رامشیر در استان خوزستان ایران است.
زعفران شملان اولين برند زعفران خوزستان است .
كلمه شملان از شامل شده مي آيد بر وزن فعلان

## جمعیت
این روستا در دهستان آزاده قرار دارد و براساس سرشماری مرکز آمار ایران در سال ۱۳۸۵، جمعیت آن ۴۰ نفر (۸خانوار) بوده‌است.